# New Carrollton
New Carrollton – miasto w Stanach Zjednoczonych, w stanie Maryland, w hrabstwie Prince George’s.